# Wim Hendriks Trofee
Le Wim Hendriks Trofee est une course cycliste néerlandaise disputée au début du printemps à Koewacht, dans la province de la Zélande. Créée en 1982, il rend hommage à l'ancien ancien commentateur de courses cyclistes Wim Hendriks, mort des suites d'une maladie.
L'édition 2020 est annulée en raison du contexte sanitaire lié à la pandémie de Covid-19. C'est également le cas en 2021,. 

## Palmarès
| Année     | Vainqueur                 | Deuxième               | Troisième              |
| --------- | ------------------------- | ---------------------- | ---------------------- |
| 1983      | Theo Appeldoorn           | Ab Verplanke           | Gino Ammerlaan         |
| 1984      | Kees de Nooijer           | Edwin Rovers           | Werner Wieme           |
| 1985      | Patrick van Passel        | Peter Kant             | Wim Lugtenburg         |
| 1986      | Mario van Baarle (nl)     | Niels Schrauwen        | Karel van Goethem      |
| 1987      | Nico van de Klundert      | Eric Vereecken         | Peter van 't Westeinde |
| 1988      | Patrick Rasch             | Kees Hopmans (nl)      | Jan Mobach             |
| 1989      | Frank van Veenendaal (nl) | Nico van de Klundert   | Rob Bijvank            |
| 1990      | Dirk De Cauwer            | John de Crom           | Danny Daelman          |
| 1991      | Eric de Crom              | Thomas Will            | John de Crom           |
| 1992      | Rufin De Smet             | Herman Woudenberg      | Rob Sienders           |
| 1993      | Peter Mol                 | Marcel van der Heijden | Peter van der Zwaan    |
| 1994      | Patrick van Passel        | Peter Mol              | Peter Van Hoof         |
| 1995      | Norman van Hest           | Jeroen van Happen      | Guy Van Hese           |
| 1996      | Johnny Dauwe              | Antoine Goense         | Ronny Van Asten        |
| 1997      | Robert de Poel (nl)       | Luc De Moor            | Edward Farenhout       |
| 1998      | Antoine de Haan           | Ferry van Heeswijk     | Jurgen van Pelt        |
| 1999      | Jurgen van Pelt           | Thijs Zonneveld (nl)   | Martijn Simons         |
| 2000      | Corné Castein             | Ferry van Heeswijk     | Jurgen van Pelt        |
| 2001      | Jurgen van Pelt           | Thijs Zonneveld (nl)   | Martijn Simons         |
| 2002      | Sean Sullivan (nl)        | Mathieu Heijboer       | Maarten Nijland (nl)   |
| 2003      | Tom De Meyer              | Jurgen van Pelt        | Jean-Pierre Verstraten |
| 2004      | Tom De Meyer              | Berry Hoedemakers (nl) | Wilant van Gils (nl)   |
| 2005      | Alfred de Bruin           | Patrick van Leeuwen    | Raynold Smith          |
| 2006      | John Leijs                | John den Engelsman     | Jurgen van Pelt        |
| 2007      | Roel Egelmeers            | Ronald Meijer          | Jan Rongen             |
| 2008      | Robin Chaigneau           | Marc van Grinsven      | Robert Sydlik          |
| 2009      | Martijn Verschoor         | Cornelius van Ooijen   | Stefan Limburg         |
| 2010      | Johim Ariesen             | Raymond Kreder         | Nieck Busser           |
| 2011      | Thom van Dulmen (nl)      | Roy van Heeswijk       | Peter Merx             |
| 2012      | Jorn Knops                | Frank Niewold          | Jan Bos                |
| 2013      | Jeroen Meijers            | Tom Bal                | Niek Hooghiemster      |
| 2014      | Hans Dekkers              | Robbe Vangheluwe       | Kevin Vandermast       |
| 2015      | Michiel Dieleman          | Timmy Diependaele      | Roy Destatsbader       |
| 2016      | Roy Eefting               | Jason van Dalen        | Robbert-Jan Mol        |
| 2017      | Jasper Schouten           | Jaap Kooijman          | Sjors Handgraaf        |
| 2018      | Benjamin Verraes          | Bart Dielissen         | Vincent Andersson      |
| 2019      | Arne Peters               | Bryan Bouwmans         | Tim van Dijke          |
| 2020-2021 | annulé                    | annulé                 | annulé                 |
| 2022      | Tomáš Kopecký             | Vincent Van Hemelen    | Jelle Harteel          |
| 2023      | Jasper Dejaegher          | Siebe Deweirdt         | Pepijn Reinderink      |
| 2024      | Lars Vanden Heede         | Huub Artz              | Milan De Ceuster       |
| 2025      | Thomas Vuerinckx          | Mathieu Kockelmann     | Jacob Bush             |